# Росляков, Валентин Прокофьевич
Валенти́н Проко́фьевич Росляко́в (9 января [22 января] 1916, Коптево, Тамбовская губерния, Российская империя — 31 августа 2024, Сестрорецк) — советский танкист. Участник Великой Отечественной войны. В 2022 году внесён в Книгу рекордов России как старейший из ныне живущих ветеранов. Почётный житель Сестрорецка (2017).

## Биография
Родился 9 января [22 января] 1916 года в селе Коптево Тамбовской губернии.
В 1937 году Росляков поступил на службу в ряды Рабоче-Крестьянской Красной армии. Лейтенантом встретил Великую Отечественную войну на территории Армянской ССР, а в августе-сентябре 1941 года участвовал в Иранской операции. Служил в 31-й танковой Кировоградской дважды Краснознамённой ордена Суворова бригаде командиром танковой роты Т-34 278-го танкового батальона, заместителем командира, командиром танкового батальона. Получил множественные ранения, в том числе горел на поле боя в танке.
Также участвовал в боях за освобождение Белгорода, за освобождение Харькова, за освобождение территорий Прибалтики и за освобождение Восточной Пруссии.
В одном из очень серьёзных сражений в августе 1944 года в его батальоне осталось всего четыре танка Т-34, танкисты вместе со своим командиром подбили 12 из 16 немецких «тигров», потеряв только одну машину.
Окончил войну в городе Штеттин на Балтике.
После окончания войны продолжил службу в Германии, Австрии, Венгрии, в городах Грайфсвальд, Штральзунд, Вольгаст, на острове Рюген. Затем вернулся в СССР, служил в Ленинградском военном округе.
В отставке с 1961 года.
Проживал в пригороде Санкт-Петербурга Сестрорецке.
Скончался 31 августа 2024 года на 109-м году жизни.

## Оценочные мнения
По мнению некоторых СМИ считается легендарным танкистом.

## Звания и награды
- Орден Красного Знамени (28.02.1945)[12]
- Орден Отечественной войны I степени (27.04.1944)[12]
- Орден Красной Звезды (22.09.1944)[12]
- Ордена Красной Звезды (05.11.1954)[12]
- Медаль «За боевые заслуги» (06.11.1947)[12]
- Медаль «За победу над Германией в Великой Отечественной войне 1941—1945 гг» (09.05.1945)[12]
- Медаль ««За взятие Кёнигсберга» (09.06.1945)[12]
- Почётный житель Сестрорецка (с 2017 года)

## Участие в Книге рекордов России
- В 2022 году в возрасте 106 лет был внесён в Книгу рекордов России как старейший из ныне живущих ветеранов[13][14][15].